# Canal de Crillon
Le canal de Crillon est un canal d'irrigation du département de Vaucluse, reliant la Durance, à l'Ouvèze.

## Histoire
Projet d'irrigation initial de la ville d'Avignon, celle-ci n'avait pas les moyens de financer sa construction. Le duc de Crillon prend en charge sa construction, avec l'accord du pape Benoît XIV, les territoires que traverse le canal faisant partie du Comtat Venaissin, alors terres pontificales. Un complément d'accord a été apporté en 1853. La propriété du canal changea de mains en 1870, et il est alors géré par la SA du canal de Crillon. Cette dernière est dissoute en 1925, au bénéfice d'une ASL, qui prend le nom d'ASA en mai 1928.

## Description
Le canal Crillon est composé d'un tronçon principal, de 15 km, avec des 6 branches annexes, dénommées filioles :
- Filiole de la Croix d'Or
- Filiole de jonction
- Filiole de Montfavet
- Filiole de Rodolphe
- Filiole de Saint-Martin
- Filiole du Vallon

Il irrigue 700 ha de parcelles cultivées (vergers, maraîchages), sur une zone couvrant 2 460 ha.

## Communes traversées
Avignon, Morières-lès-Avignon, Le Pontet, Sorgues, Vedène.